# Семикаракорск
Семикаракорск (рус. Семикаракорск) град је у Русији у Ростовској области.

## Становништво
| 1939. | 1959.  | 1970.  | 1979.  | 1989.  | 2002.  | 2010.  |
| ----- | ------ | ------ | ------ | ------ | ------ | ------ |
| 5.900 | 10.696 | 15.898 | 20.244 | 22.704 | 23.473 | 23.884 |